# 2176 Donar
2176 Donar este un asteroid din centura principală, descoperit pe 24 septembrie 1960 de PLS.